# Danny Ward (labdarúgó, 1993)
Danny Ward (Wrexham, 1993. június 22. –) walesi válogatott labdarúgó, posztját tekintve kapus, a Wrexham játékosa.

## Pályafutása

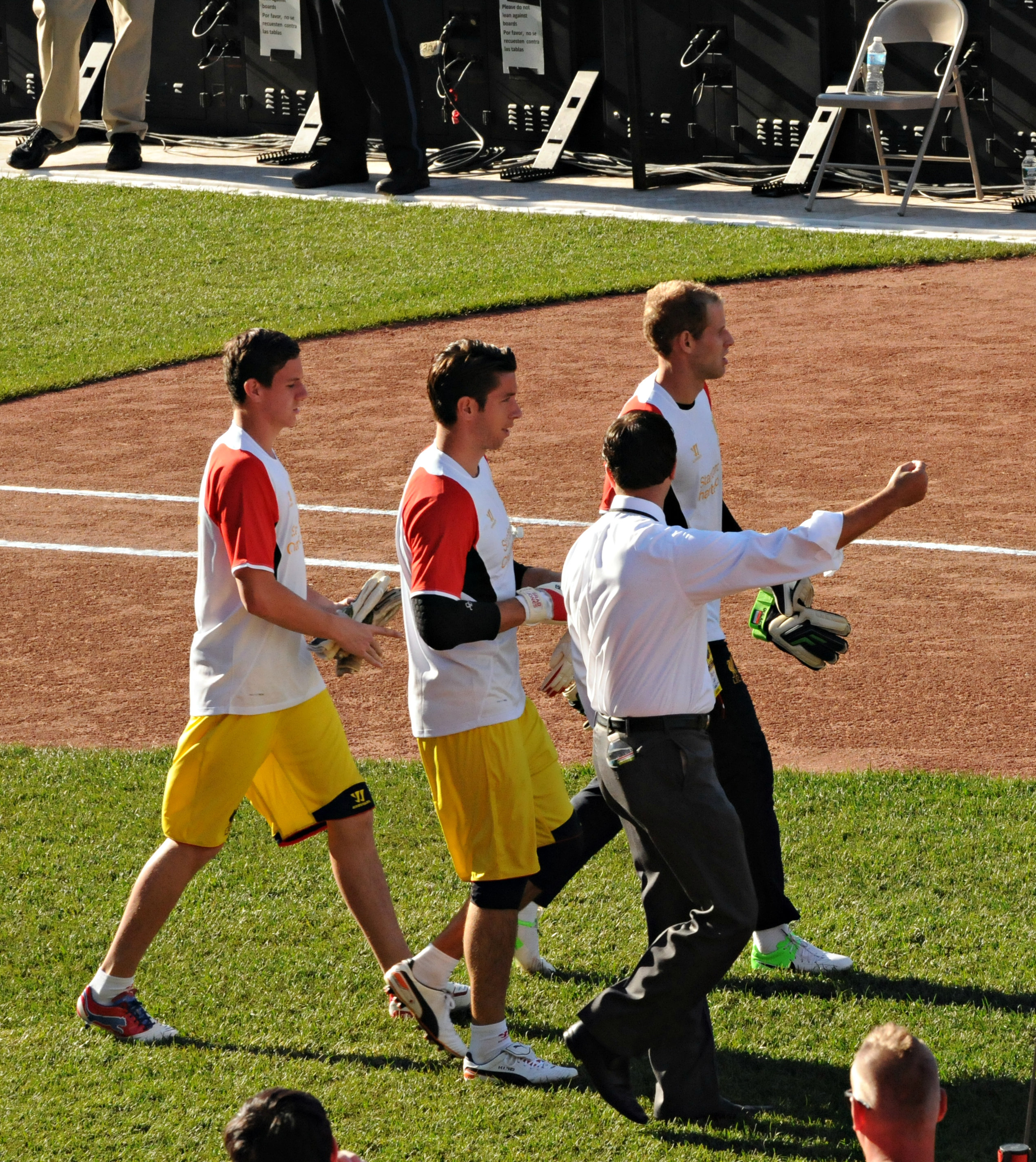
Ward Brad Jonesszal és Gulácsi Péterrel a Liverpool edzésén 2012-ben.

Danny Ward szülővárosában, Wrexhamben kezdett el játszani. Már 14 évesen csatlakozott a klub akadémiájához. 2012-ben vette meg a Liverpool FC, majd a következő években többször is kölcsönadta alacsonyabb osztályú kluboknak. A 2015-2016-os szezonban jutott először rendszeres játéklehetőséghez a skót Aberdeen FC csapatánál, ahol olyan jó teljesítményt nyújtott, hogy a Liverpool visszarendelte a kölcsönszerződéséből. Tétmérkőzésen 2016. április 17-én mutatkozott be a vörösöknél, a Bournemouth ellen 2-1-re megnyert bajnokin. A 2016-17-es idényre a másodosztályú Huddersfield Townhoz került, ugyancsak kölcsönbe. 2018 nyarán a Leicester City csapatához igazolt. 2025. július 1-jén kétéves szerződéssel tért vissza szülővárosának, a Wrexhamnek a csapatához.

## Válogatott
A válogatottban 2016. március 24-én mutatkozott be, Wayne Hennessey cseréjeként állt be a félidőben az északírek ellen.  Részt vett a 2016-os labdarúgó-Európa-bajnokságon, ahol egy csoportmérkőzésen, Szlovákia ellen kapott lehetőséget.

## Statisztikái

### Klubokban
| Klub                      | Szezon         | Liga                 | Liga            | Liga  | Kupa            | Kupa  | Ligakupa        | Ligakupa | Egyéb           | Egyéb | Összesen        | Összesen |
| Klub                      | Szezon         | Bajnokság            | Pályára lépések | Gólok | Pályára lépések | Gólok | Pályára lépések | Gólok    | Pályára lépések | Gólok | Pályára lépések | Gólok    |
| ------------------------- | -------------- | -------------------- | --------------- | ----- | --------------- | ----- | --------------- | -------- | --------------- | ----- | --------------- | -------- |
| Wrexham                   | 2010–2011      | Conference Premier   | 0               | 0     | 0               | 0     | —               | —        | 0               | 0     | 0               | 0        |
| Wrexham                   | 2011–2012      | Conference Premier   | 0               | 0     | 0               | 0     | —               | —        | 0               | 0     | 0               | 0        |
| Wrexham                   | összesen       | összesen             | 0               | 0     | 0               | 0     | —               | —        | 0               | 0     | 0               | 0        |
| Tamworth (kölcsönbe)      | 2010–2011      | Conference Premier   | 1               | 0     | —               | —     | —               | —        | —               | —     | 1               | 0        |
| Liverpool                 | 2011–12        | Premier League       | 0               | 0     | 0               | 0     | 0               | 0        | —               | —     | 0               | 0        |
| Liverpool                 | 2012–2013      | Premier League       | 0               | 0     | 0               | 0     | 0               | 0        | 0               | 0     | 0               | 0        |
| Liverpool                 | 2013–2014      | Premier League       | 0               | 0     | 0               | 0     | 0               | 0        | —               | —     | 0               | 0        |
| Liverpool                 | 2014–2015      | Premier League       | 0               | 0     | 0               | 0     | 0               | 0        | 0               | 0     | 0               | 0        |
| Liverpool                 | 2015–2016      | Premier League       | 2               | 0     | 0               | 0     | 0               | 0        | 0               | 0     | 2               | 0        |
| Liverpool                 | 2017–2018      | Premier League       | 0               | 0     | 0               | 0     | 1               | 0        | 0               | 0     | 1               | 0        |
| Liverpool                 | összesen       | összesen             | 2               | 0     | 0               | 0     | 1               | 0        | 0               | 0     | 3               | 0        |
| Morecambe (kölcsönben)    | 2014–15        | League Two           | 5               | 0     | —               | —     | —               | —        | —               | —     | 5               | 0        |
| Aberdeen (kölcsönben)     | 2015–2016      | Scottish Premiership | 21              | 0     | 1               | 0     | 1               | 0        | 6               | 0     | 29              | 0        |
| Huddersfield (kölcsönben) | 2016–2017      | Championship         | 43              | 0     | 0               | 0     | 1               | 0        | 2               | 0     | 46              | 0        |
| Leicester City            | 2018–19        | Premier League       | 0               | 0     | 1               | 0     | 4               | 0        | —               | —     | 5               | 0        |
| Leicester City            | 2019–20        | Premier League       | 0               | 0     | 2               | 0     | 2               | 0        | —               | —     | 4               | 0        |
| Leicester City            | 2020–21        | Premier League       | 0               | 0     | 2               | 0     | 1               | 0        | 2               | 0     | 5               | 0        |
| Leicester City            | Összesen       | Összesen             | 0               | 0     | 5               | 0     | 7               | 0        | 2               | 0     | 14              | 0        |
| Teljes karrier            | Teljes karrier | Teljes karrier       | 72              | 0     | 6               | 0     | 10              | 0        | 10              | 0     | 98              | 0        |

### A válogatottban
| Nemzet   | Év       | Pályára lépések | Gólok |
| -------- | -------- | --------------- | ----- |
| Wales    | 2016     | 3               | 0     |
| Wales    | 2017     | 1               | 0     |
| Wales    | 2018     | 1               | 0     |
| Wales    | 2019     | 2               | 0     |
| Wales    | 2020     | 3               | 0     |
| Wales    | 2021     | 6               | 0     |
| összesen | összesen | 16              | 0     |

## Sikerei, díjai
- Leicester City
  - Angol másodosztály: 2023–24
  - Angol kupa: 2020–21
  - Angol szuperkupa: 2021